# (393) Лампеция
(393) Лампеция (др.-греч. Λαμπετίη) — крупный астероид главного пояса, который был открыт 4 ноября 1894 года немецким астрономом Максом Вольфом в обсерватории Хайдельберга и назван в честь Лампеции (Лампетии), олицетворения света в древнегреческой мифологии.

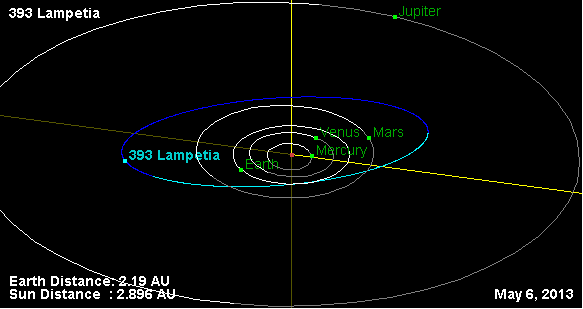
Орбита астероида Лампеция и его положение в Солнечной системе

Полученные кривые блеска этого тела, позволили установить, что период вращения астероида вокруг своей оси равняется 38,7 часам, с изменением блеска по мере вращения 0,14 m.